# Нестеренко, Сергей Сергеевич
Серге́й Серге́евич Нестере́нко (род. 30 декабря 1986, Яровое, Алтайский край, СССР) — российский футболист, защитник; тренер.

## Карьера

### Клубная
Воспитанник ДЮСШ «Химик» (Яровое) и СДЮШОР «Динамо» (Барнаул). Футбольную карьеру начал в барнаульском «Динамо» в 2005 году. В 2007 году перешёл в «Рубин», где провёл один матч в Кубке России 26 июня против клуба «Луховицы» (2:1) и один матч в Кубке Интертото против клуба «Залаэгерсег» (2:0). В 2008—2010 годах на правах аренды защищал цвета «СКА-Энергии». В феврале 2011 года был выкуплен хабаровским клубом. В 2014 году подписал контракт с «Тосно», однако, спустя год вернулся в Хабаровск. В 2017 году вернулся в барнаульское «Динамо». В декабре 2019 года завершил карьеру игрока.

### Тренерская
С 2020 года входил в тренерский штаб команд «СКА-Хабаровск» и «СКА-Хабаровск-2». В 2022—2023 годах был тренером костромского «Спартака». В 2023 году — в тренерском штабе клуба «Красное Знамя». С января 2024 года входил в тренерский штаб курского «Авангарда». В январе 2025 года стал тренером по физической подготовке в «Сибири».

## Достижения
- Победитель зоны «Запад» Второго дивизиона: 2013/14
- Серебряный призёр зоны «Восток» Второго дивизиона: 2016/17
- Бронзовый призёр зоны «Восток» Второго дивизиона (2): 2005, 2017/18